# 3-я бригада оперативного назначения НГ (Украина)
3-я бригада оперативного назначения имени полковника Петра Болбочана (3 БрОП, в/ч3017) — военное соединение в составе национальной гвардии Украины численностью в бригаду. Дислоцируется в городе Харьков. Принадлежит к Восточному оперативно-территориальному объединению НГУ.
Бригада сформирована летом 2014 года. Зимой 2015 года подразделения бригады воевали под Дебальцево. С начала полномасштабного вторжения подразделения бригады обороняли город Харьков. Участвовали в контрнаступательной операции на Слобожанщине осенью, в боях за Бахмут зимой. В рамках рекрутинговой кампании «Гвардия наступления» в 2023 году получила название «Спартан».
Бригаде присвоено почетное наименование «имени полковника Петра Болбочана» — военного деятеля УНР.

## История

### Российско-украинская война
В конце февраля 2014 года Россия начала военную агрессию против Украины, вторгшись в Крым и аннексировав его. На Украине началась частичная мобилизация.
13 апреля 2014 года начались боевые действия войны на Востоке, после захвата Славянска Донецкой области российскими диверсионными отрядами под командованием Игоря Гиркина. Украинские власти начали создание воинских частей: батальонов территориальной обороны в каждой области Украины под командованием Министерства обороны, подразделений Национальной гвардии и специальной милиции под командованием Министерства внутренних дел.

### Создание
Подразделение начали формировать в Харьковской области в 2014 году, когда на востоке Украины уже начались боевые действия. На подготовку бойцов бригаде дали всего месяц, после чего поступил приказ заходить в зону боевых действий. Основными «горячими точками» для подразделения стали: Дебальцево, Марьинка, Мариуполь, Попасная.
Во время боев за Дебальцево в плен попал медик Орест Петришин.
По состоянию на июнь 2016 года бригада несла службу на блокпостах второй линии в Луганской области.
27 сентября 2017 года расчет сводной зенитно-артиллерийской батареи воинской части 3017 стал победителем соревнований на лучший расчет ЗУ-23-2 между различными родами войск Вооружённых Сил Украины, хоть и участвовал в соревнованиях вне конкурса.
В начале сентября 2018 года в городке бригады заработал новый тренинговый комплекс с «Team Building».

### Российское вторжение 2022 года
С начала российского вторжения на Украину в 2022 году бригада участвовала в оборонительных боях за Харьков. Так, в первый день широкомасштабного вторжения и обороны города Харькова, бригадой было уничтожено 4 российских танка на Харьковской окружной дороге, а также самолёт Су-25, пилот которого был взят в плен. Бригада обороняла три выезда из города: на Пятихатки, на Циркуны и на Волчанск. впоследствии участвовала в освобождении сел Малая Рогань, Циркуны и поселка Кутузовка близ Харькова. в ходе боев бойцы бригады ликвидировали около 2 рот российских военнослужащих, 2 танка, 8 БМП, 2 установки ЗУ-23-2, 22 автомобиля и реактивную систему залпового огня.
Бригада участвовала в контрнаступательной операции на Слобожанщине осенью 2022 года. В сентябре участвовали в боях в Дергачёвском районе: за Слатино, казачью Лопань, Дементиевку.
В марте 2023 года участвовали в боях за Бахмут.
На 2023 год подразделения бригады обороняли город Харьков, действовали в Харьковской и Луганской областях, держали оборону в районе Торецка Донецкой области.
С мая 2023 года ведут наступательные действия на Запорожье.

## Структура
- 1-й батальон оперативного назначения
- 2-й батальон оперативного назначения
- 3-й батальон оперативного назначения
- 4-й батальон оперативного назначения
- 5-й батальон оперативного назначения
- 6-й батальон оперативного назначения
- артиллерийский дивизион
- зенитный ракетный дивизион
- медицинский пункт
- танковая рота
- разведывательная рота специального назначения
- рота боевого обеспечения
- взвод радиационной химической и биологической защиты;
- инженерно-саперный взвод.
- стрелковая рота (резервная)

## Командование
- (2014—2015) полковник Осипов Сергей Владимирович;
- (2015—2019) полковник Проценко Дмитрий Викторович;
- (2019—2022) полковник Буравков Александр Анатольевич;
- (2022—2023) полковник Пивненко Александр Сергеевич;
- (2023—2023) полковник Гладков Вадим Сергеевич;
- (2023—настоящее время) полковник Хильченко Алексей Васильевич.

## Награды
14 октября 2020 года Указом Президента Украины № 436/2020 бригаде присвоено почетное наименование «имени полковника Петра Болбочана».
27 июля 2022 года Указом Президента Украины № 537/2022 бригаду отметили почетным знаком «За мужество и отвагу».